# Présidence autrichienne du Conseil de l'Union européenne en 2006
Présidence britannique du Conseil de l'Union européenne en 2005 Présidence finlandaise du Conseil de l'Union européenne en 2006
La présidence autrichienne du Conseil de l'Union européenne en 2006 désigne la seconde présidence du Conseil de l'Union européenne effectuée par l'Autriche depuis l'instauration de cette présidence en 1958.
Elle fait suite à la présidence britannique de 2005 et précède la présidence finlandaise du second semestre 2006.